# I Kardia Me Pigainei Emena
I kardia me pigeni emena (грец. Η καρδιά με πηγαίνει εμένα)  — дев'ятий студійний альбом грецького співака Антоніса Ремоса, до якого увійшли 11 пісень. Офіційний реліз відбувся 27 травня 2013 року під ліцензією лейблу Heaven Music.
Продюсер альбому — Йоргос Ківеллос. Альбом став першим після припинення співпраці співака із Йоргосом Теофанусом, авторству якого належать найбільші хіти Ремоса останніх років.

## Список композицій
| Усі видання | Усі видання                                             | Усі видання      | Усі видання                       | Усі видання |
| #           | Назва                                                   | Автор слів       | Автор музики                      | Тривалість  |
| ----------- | ------------------------------------------------------- | ---------------- | --------------------------------- | ----------- |
| 1.          | «Ta Savvata» (Τα Σάββατα)                               | Нікос Мораїтіс   | Василіс Гавриїлідіс               | 3:35        |
| 2.          | «I kardia me pigeni emena» (Η καρδιά με πηγαίνει εμένα) | Нікос Мораїтіс   | Василіс Гавриїлідіс               | 3:29        |
| 3.          | «Mpori Na Vgo» (Μπορεί να βγω /з Манос Піровалакіс)     | Нікос Мораїтіс   | Манос Піровалакіс і Янніс Стінгас | 4:03        |
| 4.          | «Vrexe ourane egoismo» (Βρέξε ουρανέ εγωϊσμό)           | Нікос Мораїтіс   | Василіс Гавриїлідіс               | 4:04        |
| 5.          | «Min xanarthis» (Μην ξαναρθείς)                         | Нікі Папатеохарі | Йоргос Сабаніс                    | 4:14        |
| 6.          | «Anapantita» (Αναπάντητα)                               | Нікос Мораїтіс   | Василіс Гавриїлідіс               | 3:30        |
| 7.          | «Mia i kamia» (Μία ή καμμία)                            | Нікос Мораїтіс   | Дімітріс Контопулос               | 3:19        |
| 8.          | «I agapi erhete sto telos» (Η αγάπη έρχεται στο τέλος)  | Нікос Мораїтіс   | Дімітріс Контопулос               | 3:54        |
| 9.          | «To parti den tha gini» (Το πάρτυ δεν θα γίνει)         | Нікос Мораїтіс   | Василіс Гавриїлідіс               | 3:08        |
| 10.         | «Ime ego» (Είμαι εγώ)                                   | Ольга Влахопулу  | Дімітріс Контопулос               | 3:39        |
| 11.         | «I strofi» (Η στροφή)                                   | Ревекка Руссі    | Стефанос Корколіс                 | 3:57        |